# Steve Ripley

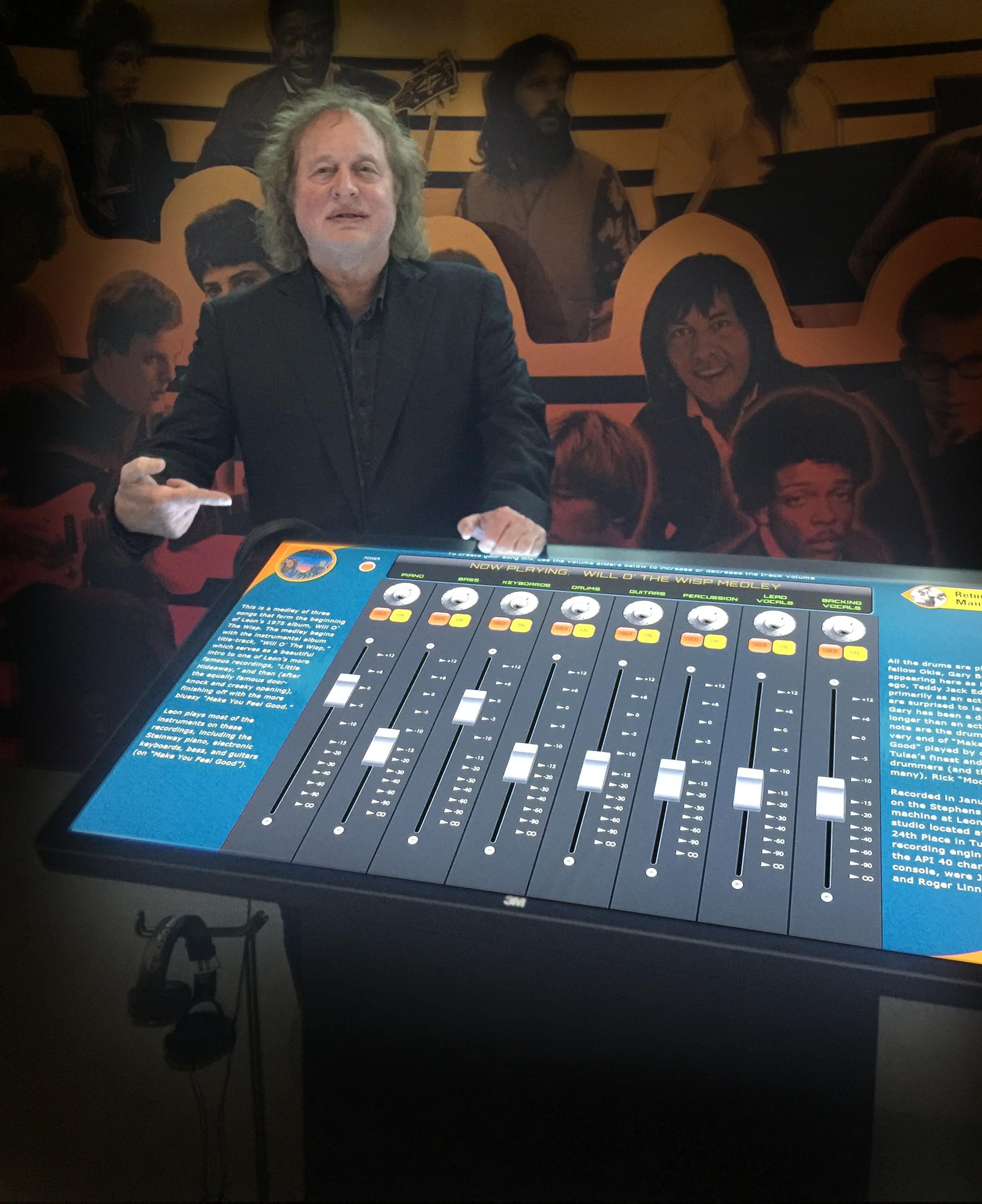
Steve Ripley, 2015

Paul Steven Ripley (* 1. Januar 1950 in Boise, Idaho; † 3. Januar 2019) war ein US-amerikanischer Country- und Blues-Gitarrist.

## Leben
Ripley wurde bekannt als Gitarrist der Band The Tractors. Er hat auch mit Bob Dylan (Shot of Love) und J. J. Cale (Shades, #8 und Roll On) gespielt.
Er lebte in Pawnee, Oklahoma.
Steve Ripley starb am 3. Januar 2019 2 Tage nach seinem 69. Geburtstag.

## Werke

### Solo-Alben
- 2002: Ripley (Boy Rocking Records), mit The Jordanaires

### Mit The Tractors
- 1994: The Tractors (Arista), mit Ry Cooder, Bonnie Raitt, Jim Keltner, J. J. Cale, Leon Russell…
- 1995: Have Yourself a Tractors Christmas (Arista), mit Walt Richmond
- 1998: Farmers in a Changing World (Arista), mit Bonnie Raitt, Scotty Moore, D J Fontana, James Burton (3 Musiker von Elvis Presley)…
- 2001: Fast Girl (Boy Rocking Records), mit Leon Russell…
- 2002: The Big Night (Boy Rocking Records), mit The Jordanaires
- 2002: Rockin’ It (BMG)
- 2003: All American Country (BMG)
- 2005: The Kids Record (Boy Rocking Records)
- 2009: Trade Union (Boy Rocking Records)

### Für Andere
- 1979: Makin’ Music (MCA), von Clarence Gatemouth Brown und Roy Clark